# Gavril Dejeu
Gavril Dejeu (født 11. september 1932) var Rumæniens premierminister fra 30. marts til 17. april 1998 efter Nicolae Văcăroius afgang.
Dejeu var også indenrigsminister i 1996-99.